# Trichosanthes postarii
Trichosanthes postarii är en gurkväxtart som beskrevs av W.J.de Wilde och Duyfjes. Trichosanthes postarii ingår i släktet Trichosanthes och familjen gurkväxter. Inga underarter finns listade i Catalogue of Life.